# 알폰수 5세
알폰수 5세(아스투리아스어: Alfonsu V)는 레온의 왕이였다.

## 생애
그가 어렸을 때 왕위에 올라, 그의 어머니 엘비라 가르시아(Elvira García)가 섭정했다. 1028년 이슬람 세력이 차지한 비제우를 공격하던 중 전사했다.

## 가족
베르무도 2세와 엘비라 가르시아(Elvira García) 사이에서 태어났다. 엘비라 메넨데스(Elvira Menéndez)와 결혼해 산차(Sancha)와 베르무도 3세(Bermudo III)를 낳았다. 1022년 엘비라가 죽자 우라카 가르세스(Urraca Garcés)와 재혼해 히메나(Jimena)를 낳았다.

## 같이 보기
- 레온의 군주